# رمزی (مینه‌سوتا)
رمزی (به انگلیسی: Ramsey) شهری در شهرستان آنوکا ایالت مینه‌سوتا در کشور ایالات متحده آمریکا است که جمعیت آن در سرشماری سال ۲۰۱۰ میلادی، ۲۳۶۶۸ نفر بوده‌است.